# Ebony Salmon
Ebony Salmon (Inglaterra; 27 de enero de 2001) es una futbolista inglesa. Juega como delantera en el Aston Villa de la Women's Super League de Inglaterra. Es internacional con la selección de Inglaterra.

## Trayectoria

### Aston Villa
Luego de tres años en la academia del Aston Villa, Salmon se unió al primer equipo en la FA Women's Championship (segunda división inglesa) de cara a la temporada 2017-18.
El 8 de octubre de 2017, debutó en una derrota por 2-1 ante el Sheffield F.C. Ladies. Un mes después, marcó su primer gol para el club en la victoria por 4-0 contra el Watford Ladies.
El 7 de enero de 2018, anotó su primer doblete en un empate 3-3 contra el London Bees, tras lo cual marcó goles en tres juegos consecutivos en abril. La delantera acumuló un total de 7 goles en 12 partidos de liga, a pesar de que su equipo terminó penúltimo en la tabla y ganó solo tres de sus 18 partidos.

### Manchester United

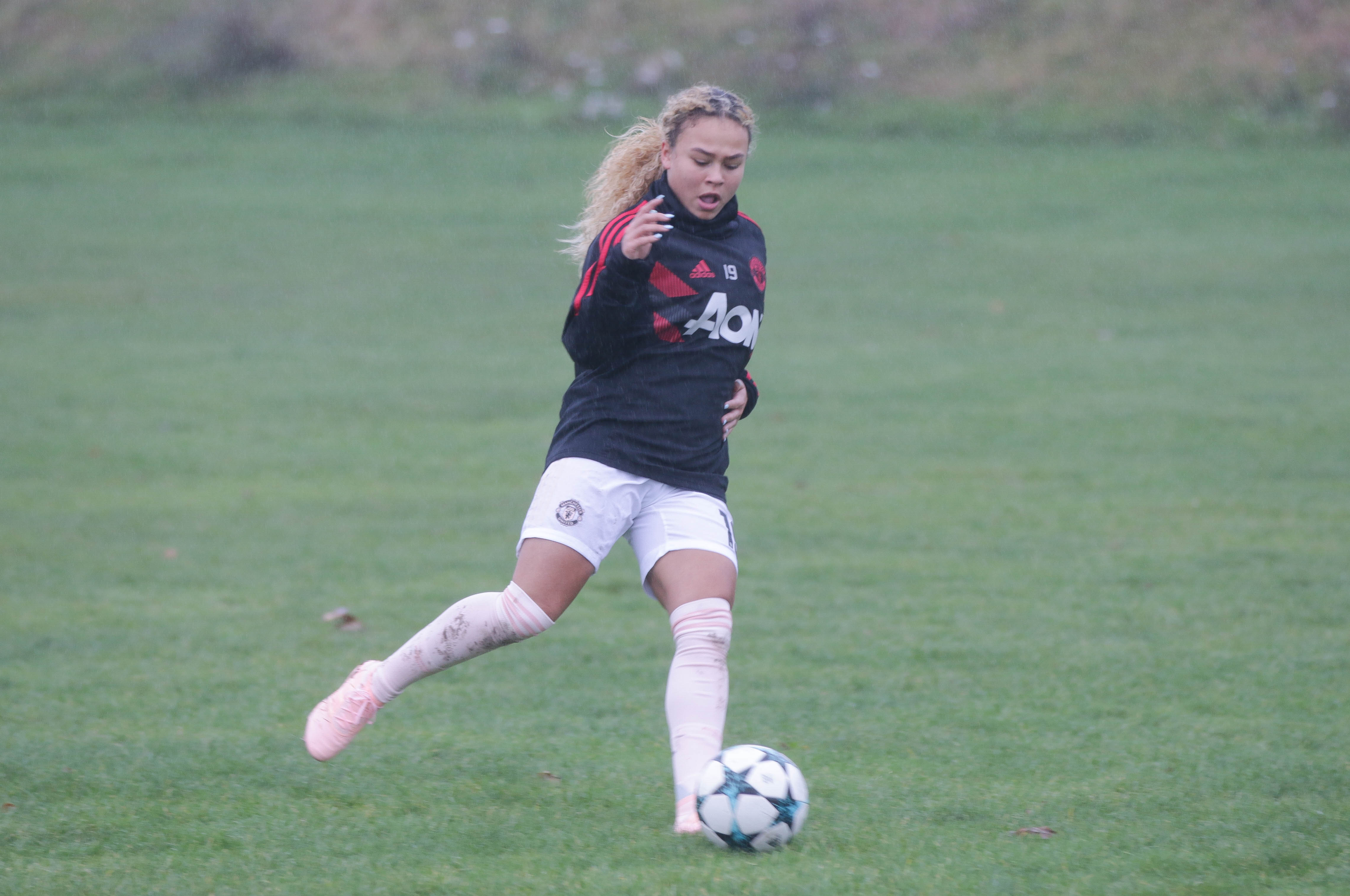
Salmon entrenando con el Manchester United en 2018.

El 1 de julio de 2018, se unió al recién formado Manchester United para competir en la FA Women's Championship, sin embargo fue cedida al Sheffield United en enero de 2019 hasta el final de la temporada, sin haber debutado en el club. El Manchester la dejó ir al final de la temporada sin ningún partido disputado en el club.

#### Préstamo al Sheffield United

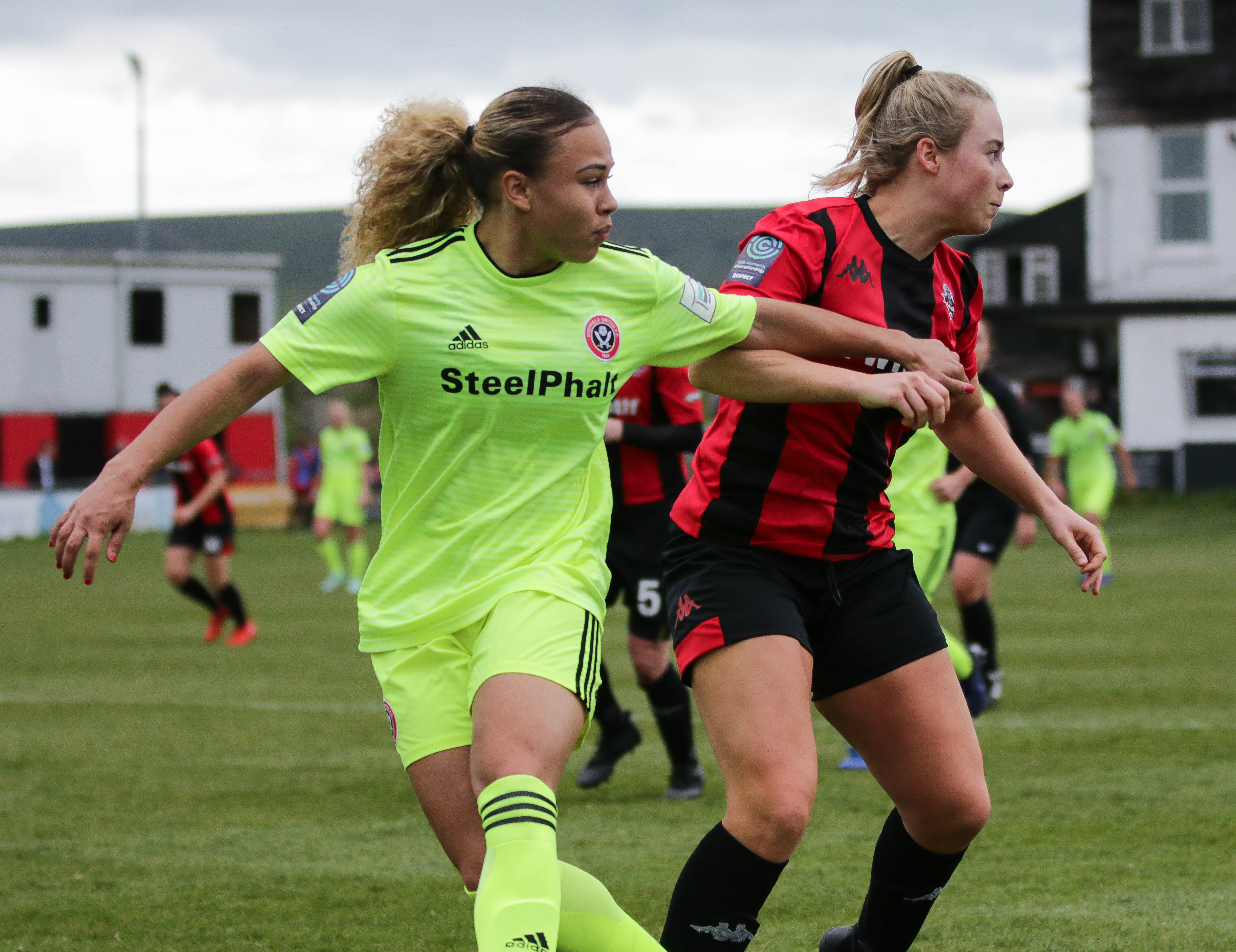
Salmón con el Sheffield United en 2019.

El 6 de enero de 2019, debutó como suplente con el Sheffield United en una derrota por 2-1 ante el Tottenham Hotspur. Once días después, anotó su primer gol para el club, un penalti en el minuto 90 en la derrota de su club por 2-3 ante el Charlton Athletic. Salmon marcó su segundo doblete de la temporada el 11 de mayo cuando el United goleó al Millwall Lionesses 6 a 0.

### Bristol City
El 15 de julio de 2019, Salmon firmó con el Bristol City de la FA WSL de cara a la temporada 2019-20. Debutó en la fecha inaugural el 7 de septiembre de 2019, empatando de local 0-0 contra el Brighton & Hove Albion. La delantera marcó el único gol de la victoria de visitante por 1-0 contra su antiguo club Manchester United, dándole al Bristol su primer triunfo de la temporada el 5 de enero de 2020. Salmon fue la máxima goleadora de su club en la temporada 2019-20, con 5 goles en la liga y 8 en todas las competiciones, al tiempo que el Bristol City evitó el descenso tras finalizar la temporada en el décimo lugar en puntos por partido. Repitió la hazaña la temporada siguiente, alcanzando los 10 goles en todas las competiciones, incluidos 6 en la liga. Sin embargo, esto no evitó que el Bristol City descendiera luego de terminar último en la tabla. El 13 de mayo de 2021, el club anunció que Salmon se iría en el verano cuando expirara su contrato.

### Racing Louisville
Tras su salida del Bristol, se anunció el mismo día que Salmon había firmado un contrato de dos años con el recién creado Racing Louisville de la National Women's Soccer League estadounidense. Sus primeros minutos en el club llegaron el 20 de junio de 2021 al entrar de suplente en el minuto 71, tras lo cual anotó el único gol de la victoria 74 segundos después contra el Houston Dash.

### Houston Dash
En junio de 2022, Salmon fue fichada por Houston Dash.

### Regreso a Aston Villa
En septiembre de 2023, Aston Villa anunció la contratación de Salmon por tres temporadas.

## Estadísticas

### Clubes
| Club                        | País           | Año             |
| --------------------------- | -------------- | --------------- |
| Aston Villa                 | Inglaterra     | 2017 - 2018     |
| Manchester United           | Inglaterra     | 2018 - 2019     |
| Sheffield United (préstamo) | Inglaterra     | 2019            |
| Bristol City                | Inglaterra     | 2019 - 2021     |
| Racing Louisville FC        | Estados Unidos | 2021 - 2022     |
| Houston Dash                | Estados Unidos | 2022 - 2023     |
| Aston Villa                 | Inglaterra     | 2023 - presente |